# هوغو دي ليون
هوغو دي ليون (بالإسبانية: Hugo de León)‏ (مواليد 27 فبراير 1958) هو لاعب كرة قدم. يلعب مع منتخب الأوروغواي لكرة القدم. سبق له أن لعب في كأس العالم لكرة القدم مع منتخب بلاده.

## روابط خارجية
- هوغو دي ليون على موقع الاتحاد الدولي (مؤرشف)  (الإنجليزية)
- هوغو دي ليون على موقع قاعدة بيانات كرة القدم.إي يو (الإنجليزية)
- هوغو دي ليون على موقع ناشيونال فوتبول تيمز (الإنجليزية)